# MG3
MG3 este un automobil subcompact produs sub marca britanică MG de către producătorul chinez SAIC Motor din 2008.
A treia generație, lansată în februarie 2024 la Salonul Auto de la Geneva, este disponibilă și în România.